# Livia omissa
Livia omissa är en insektsart som först beskrevs av Heslop-harrison 1949.  Livia omissa ingår i släktet Livia och familjen rundbladloppor. Inga underarter finns listade i Catalogue of Life.